# リフト・ミー・アップ (リアーナの曲)
「リフト・ミー・アップ」（"Lift Me Up"）は、バルバドスの歌手のリアーナにより収録された楽曲である。2022年のスーパーヒーロー映画『ブラックパンサー/ワカンダ・フォーエバー』のサウンドトラック・アルバムからのリード・シングルとしてウェストバリー・ロード、ロック・ネイション、Def Jam、ハリウッド・レコードより10月28日に発表された。これはリアーナにとっては2016年のスタジオ・アルバム『アンチ』以来となるソロの音楽作品である。R&Bバラードであるこの曲はルドウィグ・ゴランソンがリアーナ、ライアン・クーグラー、ナイジェリア人歌手のテムズと共に制作した。
楽曲は音楽評論家からはリアーナのボーカルは賞賛されたものの、歌詞とプロダクションは平凡であると指摘された。第95回アカデミー賞歌曲賞や第80回ゴールデングローブ賞主題歌賞にノミネートされた。また第13回ハリウッド・ミュージック・イン・メディア賞長編映画歌曲賞と2023年アフリカン・アメリカン映画批評家協会賞主題歌賞を受賞した。
「リフト・ミー・アップ」はベルギー、ハンガリー、スイス、南アフリカのチャートで1位、アメリカ合衆国のBillboard Hot 100で2位、オーストラリア、イギリス、フランスで5位、その他多数の国々でトップ10入りを果たした。さらにミュージック・カナダからはプラチナ、全国音楽出版組合（SNEP）からはゴールド、英国レコード産業協会（BPI）からはシルバー認定を受けた。ミュージック・ビデオはアメリカ合衆国の撮影監督のオータム・デュラルド・アーカポーが監督しており、ビーチに1人でいるリアーナの姿を映しつつ映画の短い場面が散りばめられている。

## 背景
2017年、リアーナは8枚目のスタジオ・アルバム『アンチ』（2016年）に加えDJキャレドとのコラボレーション曲「ワイルド・ソーツ」、N.E.R.Dとの「レモン」、ケンドリック・ラマーとの「ロイヤルティ」、そしてパーティネクストドアとの「ビリーヴ・イット」の発表を最後に音楽からの長期にわたる休止をとった。2022年5月13日にリアーナの第1子が誕生すると彼女は新たな収録曲に取り組んでいると語った。
2022年10月18日、リアーナがマーベル・スタジオの映画『ブラックパンサー/ワカンダ・フォーエバー』のサウンドトラックのために2曲を収録したことが明らかとなった。リアーナは「リフト・ミー・アップ」に加えて「ボーン・アゲイン」を収録した。10月26日、リアーナは『ブラックパンサー/ワカンダ・フォーエバー ミュージック・フロム・アンド・インスパイアード・バイ』に収録される「リフト・ミー・アップ」が彼女にとって「ラヴ・オン・ザ・ブレイン」（2016年）以来となるソロ・シングルとして発表されることを告知した。

## 作曲
『クラッシュ』によると、「リフト・ミー・アップ」は「心から語る」「感情的」なR&Bバラードである。映画音楽を作曲したスウェーデンの作曲家のルドウィグ・ゴランソンがプロデュースしたこの曲は『ブラックパンサー』の主人公のティ・チャラを演じ、2020年8月28日に死去したチャドウィック・ボーズマンのトリビュートとして機能している。この曲はリアーナ、ゴランソン、ライアン・クーグラー、テムズにより書かれた。テムズはこの曲の意味と創作過程について次に要に語っている:
（監督の）ライアンと話し、映画と楽曲に対する彼の方向性を聞いたあとに、自分の人生で失った全ての人々からの暖かい抱擁を描くものを書きたいと思いました。今、彼らに向かって歌い、どれだけ会いたいかを表現できたら、どんな感じだろうと想像してみました。リアーナからはずっと刺激を受けてきましたので、彼女がこの曲を伝えてくれるのを聴くのはとても光栄なことです。—テムズ
この曲はイ長調で演奏され、テンポは4分の4拍子で毎分89拍である。A–Bm–Eのコード進行でリアーナのボーカルはG♯3からE5まである。

## 批評家の反応
『アトランティック』のスペンサー・コーンハーバーはこの曲を「ゴージャス」と評し、「彼女のボーカルを中心に構築され、今や普遍的なサウンドの彼女のオーナーシップを再確認させている」と述べた。『ハーパーズ バザー』のビアンカ・ベタンコートはリアーナは「リフト・ミー・アップ」により初めてアカデミー賞歌曲賞候補になるかもしれないと考えた。『ピッチフォーク』のディラン・グリーンはリアーナのボーカルを「成熟した、焼けたマホガニーのような輝き」と評し、「バラードを浮き立たせ、クレッシェンドと苦悩の音をすべて売り込む」ことができるとした一方で、「『ブラックパンサー/ワカンダ・フォーエバー』のサウンドトラックに収録にされる平凡な作品」とも評している。『ガーディアン』のシャアド・ドゥスーザはこの曲の歌詞の内容に批判的であり、「軽くて率直に言って匿名的であり、『アンチ』での明るく世知辛い、非常に感情的な歌詞とはかけ離れている」と評し、リアーナの真のカムバック曲ではないと考えた。ドゥーザはまたプロダクションとサウンドを評価し、「愛らしいアルペジオ・ハープ落ち着いたストリングスを中心に作られた、軟らかく揺れるバラード」と表現しつつ「『Free Mind』や『Damages』といったテムズの曲にある重厚さと力強さはほとんどないが」と続けた。『タイムズ』のエド・ポットンはこの曲に5ツ星満点で2ツ星を与え、「リアーナの繊細なストリングス上で完璧に歌われている」にもかかわらず、「忘れられる」「淡泊」であると評し、「まるで委員会の会議の成果物のようだ。善良で、無邪気で、まったく個性を感じられない」と続けた。

## 受賞とノミネート
| 年   | 組織                                         | 部門                                           | 結果       | 参照          |
| ---- | -------------------------------------------- | ---------------------------------------------- | ---------- | ------------- |
| 2022 | ハリウッド・ミュージック・イン・メディア賞   | 長編映映画楽曲賞                               | 受賞       | [ 24 ]        |
| 2023 | アカデミー賞                                 | 歌曲賞                                         | ノミネート | [ 25 ]        |
| 2023 | アフリカン・アメリカン映画批評家協会賞       | 歌曲賞                                         | 受賞       | [ 26 ]        |
| 2023 | ブラックリール賞                             | 歌曲賞                                         | 受賞       | [ 27 ]        |
| 2023 | クリティクス・チョイス・アワード             | 歌曲賞                                         | ノミネート | [ 28 ]        |
| 2023 | ジョージア映画批評家協会賞                   | 歌曲賞                                         | ノミネート | [ 29 ]        |
| 2023 | ゴールデングローブ賞                         | 主題歌賞                                       | ノミネート | [ 30 ]        |
| 2023 | 音楽スーパーバイザー組合賞                   | 映画向け楽曲賞                                 | 未決定     | [ 31 ]        |
| 2023 | ハリウッド批評家協会クリエイティブ・アーツ賞 | 歌曲賞                                         | ノミネート | [ 32 ]        |
| 2023 | ヒューストン映画批評家協会賞                 | 歌曲賞                                         | ノミネート | [ 33 ]        |
| 2023 | アイハートラジオ音楽賞                       | 歌詞賞                                         | 未決定     | [ 34 ]        |
| 2023 | キッズ・チョイス・アワード                   | 歌曲賞                                         | 未決定     | [ 35 ]        |
| 2023 | NAACPイメージ賞                              | ソウル/R&B楽曲賞                               | ノミネート | [ 36 ]        |
| 2023 | NAACPイメージ賞                              | ミュージック・ビデオ賞                         | 受賞       | [ 36 ]        |
| 2023 | サテライト賞                                 | 主題歌賞                                       | ノミネート | [ 37 ] [ 38 ] |
| 2023 | 作曲・作詞家協会                             | ドラマ・ドキュメンタリー視覚メディア作品歌曲賞 | ノミネート | [ 39 ]        |

## 商業成績
ルミネイト・データによるとアメリカ合衆国では2022年10月28日の発表初日に約800万ストリーム、1万デジタル・ダウンロードに達し、その後2日間でさらに690万ストリーム、6000デジタル・ダウンロードを記録した。シングルは発表初週に4810万人のラジオ聴取者、2620万ストリーミング、2万3000デジタル・ダウンロードを獲得してアメリカ合衆国Billboard Hot 100チャートで2位に達した。リアーナにとっては2017年の「ワイルド・ソーツ」以来となるトップ10入りであり、通算では32回目のトップ10入りで、2010年のエミネムとのコラボレーション曲「ラヴ・ザ・ウェイ・ユー・ライ」と並ぶ初登場順位であった。「リフト・ミー・アップ」はまたデジタル・ソング・セールス・チャートで3位を獲得したが、これはリアーナにとって36曲目のトップ10入りであった。同時にラジオ・ソング・チャートでは初登場で4位であったが、これは1998年のチャート創設以来4曲目となる初登場でのトップ10入りであった。さらにホットR&B/ヒップホップ・ソングとホットR&Bソング・チャートではそれぞれ8度目と6度目となる首位を獲得した。
イギリスでは全英シングルチャートで初登場3位であった。リアーナにとっては5年ぶりのトップ5入りであり、「ダイヤモンズ」（2012年）以降の過去10年で最高順位であった。さらにリアーナにとって31曲目のトップ10入り、50曲目のトップ40入りであった。アイルランド・シングル・チャートでも同じく初登場3位であった。オーストラリアではARIAシングル・チャートで初登場5位であった。

## ミュージック・ビデオ
この曲のミュージック・ビデオは2022年10月28日にリアーナの公式YouTubeチャンネルで公開された。ビデオは『ブラックパンサー/ワカンダ・フォーエバー』の撮影監督であるオータム・デュラルド・アーカポーが監督し、映画の短いシーンを挟みつつ無人のビーチにいるリアーナが映し出されている。

## クレジットとパーソネル
クレジットはTIDALによる。
- リアーナ - ボーカル、作詞、作曲
- テミレイド・オペンニエ（英語版） – 作詞、作曲、バックボーカル
- ライアン・クーグラー – 作詞、作曲
- ルドウィグ・ゴランソン – プロデューサー、作詞、作曲、ピアノ
- モノ・ブランコ – 追加ボーカル
- クク・ハレル（英語版） – ボーカルプロデューサー
- クリス・ゲーリンジャー（英語版） - マスタリングエンジニア
- マニー・マロクイン（英語版） - ミキサー
- マルコ・キャリオン - レコーディングエンジニア
- マルコス・トヴァー - レコーディングエンジニア
- オサルメン・"LMBSKN"・オサムイ – レコーディングエンジニア
- オアメン・"サーバステイン" - レコーディングエンジニア
- イラボ – レコーディングエンジニア
- フランク・ロドリゲス – レコーディングエンジニア
- トレイ・ピアース – アシスティング、レコーディングエンジニア
- ロバート・N・ジョンソン – アシスティング、レコーディングエンジニア
- パトリック・ガードナー – アシスティング、レコーディングエンジニア
- ヘイデン・ダンカン – アシスティング、レコーディングエンジニア
- ルー・カラオ – アシスティング、レコーディングエンジニア

## チャート
| チャート (2022-2023年)                | 最高 順位 |
| ------------------------------------- | --------- |
| オーストラリア (ARIA)                 | 5         |
| オーストリア (Ö3 Austria Top 40)      | 11        |
| ベルギー (Ultratop 50 Flanders)       | 13        |
| ベルギー (Ultratop 50 Wallonia)       | 1         |
| Brazil (Billboard)                    | 23        |
| カナダ (Canadian Hot 100)             | 3         |
| カナダ AC (Billboard)                 | 27        |
| カナダ CHR/Top 40 (Billboard)         | 19        |
| カナダ Hot AC (Billboard)             | 20        |
| Croatia (HRT)                         | 5         |
| Croatia (Billboard)                   | 5         |
| チェコ (Rádio Top 100)                | 12        |
| チェコ (Singles Digitál Top 100)      | 24        |
| Denmark (Tracklisten)                 | 8         |
| フランス (SNEP)                       | 3         |
| ドイツ (GfK Entertainment charts)     | 9         |
| Global 200 (Billboard)                | 3         |
| ハンガリー (Single Top 40)            | 1         |
| ハンガリー (Stream Top 40)            | 37        |
| Iceland (Plötutíðindi)                | 6         |
| アイルランド (IRMA)                   | 3         |
| Italy (FIMI)                          | 33        |
| Japan Hot Overseas (Billboard Japan)  | 2         |
| Lebanon (Lebanese Top 20)             | 8         |
| Lithuania (AGATA)                     | 8         |
| Malaysia (Billboard)                  | 24        |
| Malaysia International (RIM)          | 11        |
| オランダ (Dutch Top 40)               | 14        |
| オランダ (Single Top 100)             | 12        |
| New Zealand (Recorded Music NZ)       | 3         |
| Norway (VG-lista)                     | 3         |
| ポルトガル (AFP)                      | 8         |
| Romania (Billboard)                   | 10        |
| Singapore (RIAS)                      | 18        |
| スロバキア (Rádio Top 100)            | 16        |
| Slovakia (Singles Digitál Top 100)    | 4         |
| South Africa (RISA)                   | 1         |
| South Korea BGM (Circle)              | 80        |
| South Korea Download (Circle)         | 135       |
| スペイン (PROMUSICAE)                 | 32        |
| Sweden (Sverigetopplistan)            | 11        |
| スイス (Schweizer Hitparade)          | 1         |
| UK シングルス (OCC)                   | 3         |
| US Billboard Hot 100                  | 2         |
| US Adult Contemporary (Billboard)     | 9         |
| US Adult Top 40 (Billboard)           | 14        |
| US Dance/Mix Show Airplay (Billboard) | 37        |
| US Hot R&B/Hip-Hop Songs (Billboard)  | 1         |
| US Pop Airplay (Billboard)            | 16        |
| US R&B/Hip-Hop Airplay (Billboard)    | 5         |
| US Rhythmic (Billboard)               | 6         |
| Vietnam (Vietnam Hot 100)             | 18        |

| チャート (2022年)                 | 順位 |
| --------------------------------- | ---- |
| Belgium (Ultratop 50 Wallonia)    | 164  |
| Hungary (Single Top 40)           | 26   |
| Netherlands (Dutch Top 40)        | 87   |
| Switzerland (Schweizer Hitparade) | 80   |

## 認定
| 国/地域                          | 認定     | 認定/売上数 |
| -------------------------------- | -------- | ----------- |
| カナダ (Music Canada)            | Platinum | 80,000      |
| フランス (SNEP)                  | Gold     | 100,000     |
| ポーランド (ZPAV)                | Gold     | 25,000      |
| イギリス (BPI)                   | Silver   | 200,000     |
| 認定のみに基づく売上数と再生回数 |          |             |

## 発表史
| 地域           | 日付           | フォーマット | バージョン                    | レーベル                   | 参照    |
| -------------- | -------------- | --- | ----------------------------- | -------------------------- | ------- |
| 多数           | 2022年10月28日 | デジタル・ダウンロード ストリーミング                                                                                    | オリジナル インストルメンタル | ウェストバリー・ロード     | [ 110 ] |
| イタリア       | 2022年10月28日 | ラジオ・エアプレイ | オリジナル                    | ユニバーサル               | [ 111 ] |
| アメリカ合衆国 | 2022年10月31日 | アダルト・コンテンポラリー・ラジオ ホット・アダルト・コンテンポラリー・ラジオ モダン・アダルト・コンテンポラリー・ラジオ | オリジナル                    | ロック・ネイション Def Jam | [ 112 ] |
| アメリカ合衆国 | 2022年10月31日 | トリプルAラジオ | オリジナル                    | ロック・ネイション Def Jam | [ 113 ] |
| アメリカ合衆国 | 2022年11月1日  | コンテンポラリー・ヒット・ラジオ                                                                                         | オリジナル                    | ロック・ネイション Def Jam | [ 114 ] |
| アメリカ合衆国 | 2022年11月1日  | リズミック・コンテンポラリー・ラジオ                                                                                     | オリジナル                    | ロック・ネイション Def Jam | [ 115 ] |
| アメリカ合衆国 | 2022年11月1日  | アーバン・アダルト・コンテンポラリー （ 英語版 ） ・ラジオ アーバン・コンテンポラリー・ラジオ                            | オリジナル                    | ロック・ネイション Def Jam | [ 116 ] |